# 查德威克斯 (紐約州)
查德威克斯（英語：Chadwicks）是位於美國紐約州奧奈達縣的普查規定居民點。

## 人口
根據2020年美國人口普查的數據，查德威克斯的面積為3.42平方千米，皆為陸地。當地共有人口1291人，而人口密度為每平方千米377.49人。